# 스킵 슈마커
재러드 마이클 "스킵" 슈마커(Jared Michael "Skip" Schumaker , 1980년 2월 3일 ~ )는 전직 메이저 리그 야구 선수이며, 현직 메이저 리그 마이애미 말린스의 감독이다.